# Astioche
Astioche – w mitologii greckiej matka Askalafosa i Ijalmenosa, panujących w boeckim Orchomenos.